# Индекс автомобильных номеров Кыргызстана
Автомобильные номера Кыргызстана — номерные знаки, предназначенные для регистрации легковых и грузовых автомобилей, автобусов, прицепов, мото- и спецтехники на территории Кыргызской Республики.

## История
Впервые номера на автомобилях Киргизии появились в советские времена. С этого времени и вплоть до 1994 года в стране использовались автомобильные номера советского образца, принадлежавшие Киргизской АССР и Киргизской ССР.
В 1992—1994 годах использовались как непосредственно советские номерные знаки, так и их модификация, где кириллические буквы были заменены латиницей.
С 1994 года были введены современные номера. С течением времени форматы номеров претерпевали незначительные изменения, постепенно «подстраиваясь» под необходимые нужды.
В 2015 году был разработан новый стандарт номеров. Выдача новых номерных знаков началась 1 июня  2016 года.
С августа 2024 года для электромобилей начали выдавать "зеленые" госномера с зеленым обозначающим знаком, для которых доступны привилегии в виде упрощенной регистрации, малых налогов.
С февраля 2025 года началось обсуждение о легализации праворульных автомобилей с армянскими и абхазскими госномерами, после чего было ГУОБДД МВД КР приняло решение о поэтапном легализации автомобилей с армянскими и российскими госномерами, после легализации они получат новые государственные номера с 10 регионом.

## Типы выдаваемых номерных знаков

### Общие номерные знаки
| Изображение номера         | Описание |
| До 2016 года: C 2016 года: | Тип 1 — Номерной знак юридических лиц. До конца 1990-х годов грузовые автомобили и автобусы имели укороченный формат номеров по сравнению с легковыми автомобилями юридических лиц, а также имели двухрядный квадратный задний номер. С конца 1990-х годов формат «ЦЦЦЦ ББ» (где Ц — цифра, Б — буква) стал выдаваться на все типы автотранспорта юридических лиц, двухрядный номерной знак юридических лиц совпадает со старым двухрядным номерным знаком физических лиц. Первая буква обозначает регион регистрации. С июня 2016 года регион стал печататься в отдельном окошке слева, а все буквы и цифры обозначают серию номера. |
| До 2016 года: C 2016 года: | Тип 2 — Номерной знак физических лиц. Изначально номер состоял из изображения флага Киргизии, латинской буквы, обозначающей субъект страны, четырёх цифр и латинской буквы серии. Где-то с 2008—2009 года в конце номера стала ставится не одна, а две латинские буквы серии. Существовал также двухрядный квадратный вариант заднего номерного знака, заменённый позже на двухрядный прямоугольный, для совместимости с местом крепления номерного знака автомобилей американского и японского производства. С 2014 года в Киргизии официально разрешена выдача индивидуальных номеров. Номера выдаются за дополнительную плату 100 тысяч сомов (около 2000 долларов США), номер должен содержать от двух до семи символов, из которых первые два — обязательно буквы, разрешается использовать только буквы латинского алфавита и арабские цифры. С июня 2016 года формат номера изменился: регион стал печататься в виде двузначного числа в отдельном окошке слева, а все буквы и цифры стали обозначать серию номера. Индивидуальные номера также остались. |
| До 2016 года: C 2016 года: | Тип 3 — Номерной знак мотоциклов, мотороллеров, мотоколясок, мотокартов и мопедов. Тип 4 — Номерной знак для автомобильных прицепов и полуприцепов. Типы объединены, так как несмотря на их формальное разделение, фактически они абсолютно идентичные. Номерные знаки квадратные, двухрядные. Изначально имели формат «ЦЦЦ / БББ», затем «ЦЦЦЦ / БББ», где первая буква — регион регистрации, последняя — либо «М» (мотоциклы), либо «Р» (прицепы). Позже на номерах появился флаг Киргизии, тогда же появились однорядные прицепные номера. После введения трёхбуквенного автомобильного формата, чтобы не было путаницы, для прицепов и мотоциклов был введён новый формат — «ЦЦЦ / ББ», где первая буква — код региона регистрации, вторая буква — произвольная, буквы распределены между мотоциклами и прицепами, слева от букв — изображение флага Киргизии. Буквосочетание KR зарезервировано для мотоциклов ГАИ Киргизии. С июня 2016 года формат номера изменился: регион стал печататься в виде двузначного числа в отдельном окошке слева, а все буквы и цифры стали обозначать серию номера. Также, с 2016 года данные номера выдаются на трактора, дорожную технику и их прицепы. |
|                            | Тип 5 — Номерной знак тракторов и тракторных прицепов. Номера данного типа исключительно квадратные двухрядные. Изначально данный вид номеров выдавался без региональной привязки. В первоначальном варианте формат содержал четыре цифры в верхнем ряду и буквосочетание «KRT» в нижнем, выдавался как тракторам так и тракторным прицепам. Позже появилось разделение на трактора и прицепы: в тракторных номерах стали использовать буквосочетание «TRKR», в прицепах — «PRKR». Через некоторое время номера стали выдавать с региональной привязкой. Формат слегка изменился: цифр в верхнем ряду стало три, а в нижнем ряду появились буквосочетания вида «TRxy» для тракторов и «TRPxy» для тракторных прицепов (где x — буквенный код региона, y — произвольная чередующаяся буква). С июня 2016 года отдельный тип номеров для тракторов и их прицепов упразднён, данной технике выдаются номера мотоциклетно-прицепного формата. |

### Специальные номерные знаки
| Изображение номера                      | Описание |
|                                         | Дипломатический номерной знак Знаки данного типа изначально содержали чёрные символы на красном фоне. Формат — буква кода принадлежности (статуса сотрудника), четыре цифры (первые две из них — код диппредставительства, смотри таблицу ниже) и две цифры срока окончания действия знака (наносятся справа: сверху месяц, снизу-год). Для представителей международных организаций перед кодом статуса сотрудника уменьшенными символами ставилось буквосочетание «IO». Консульские номерные знаки имели свой формат: количество цифр было две, а в левой части помещалась такая же «дробь», как и в правой, в «знаменателе» которой указывался международный код представляемого государства. Позднее дипломатические знаки привели к более-менее единому виду. Они стали содержать белые символы на красном фоне, цифр стало пять, причём они стали разделяться пробелом на две группы: две цифры слева — код диппредставительства, три справа — чередующиеся. Номера с 001 по 099 принадлежат дипмиссии, с 100 по 199 личные авто дипломатов. Коды принадлежности на знаках следующие: CMD — служебные и личные транспортные средства глав дипломатических представительств HC — служебные и личные транспортные средства глав и сотрудников почётных консульств (только новый формат) C — служебные и личные транспортные средства глав и сотрудников консульских учреждений (только новый формат) D — транспортные средства дипломатических, других международных организаций, а также на личные транспортные средства сотрудников дипломатического ранга этих представительств, организаций, миссий и членов их семей. T — транспортные средства административно-технического и обслуживающего персонала дипломатических и консульских представительств, других международных организаций и членов семей этих сотрудников. На прицепы к автомобилям и мототранспортные средства, принадлежащие дипломатическим представительствам, дипломатическим сотрудникам и членам их семей, иностранным предприятиям и их сотрудникам, иностранным гражданам и лицам без гражданства, выдаются номерные знаки, предусмотренные для указанных транспортных средств, принадлежащих физическим и юридическим лицам Кыргызской Республики. Также существует церемониальный номерной знак в цветовой гамме дипломатических номеров, на нём во всю длину пластины располагается слово PROTOCOL. С июня 2016 года вид номеров снова немного изменился: символы на пластинах стали печататься тем же шрифтом (FE-Schrift), что и на остальных номерах. |
|                                         | Номерной знак представительства ООН Фактически является разновидностью дипломатического знака. Изначально содержал чёрные символы на голубом фоне. Формат — буква «D» или «T» и четыре цифры, либо сочетание «CMD» и три цифры для глав представительств). Вместе с красными дипломатическими номерами, поменялся вид и этих номеров. Как и на дипломатических номерах, символы стали белыми, а количество цифр увеличилось до пяти. Справа ставятся цифры, означающие месяц и год окончания срока действия знака. В 2016 году вид данных номеров также поменялся, как и красных дипломатических номеров. |
|                                         | Ведомственный номерной знак Содержит код ведомства и комбинацию до четырёх символов. Коды ведомств и форматы знаков: MVD ЦЦЦ Б — Министерство внутренних дел (МВД), где Ц — цифра, Б — буква. ЦЦЦЦ MES — Министерство по чрезвычайным ситуациям (МЧС) AP ЦЦЦ Б — военная прокуратура BP ЦЦЦ Б — генеральная прокуратура В качестве буквы Б используются буквенные обозначения областей Кыргызстана (смотри таблицу ниже), а также буквы M (автомобиль Министерства) и R (общереспубликанский). Изначально номера ведомств ничем не отличались от обычных номеров юридических лиц, но при этом использовались специально зарезервированные серии. В начале 2000-х годов на номерах автомобилей МВД в левой части рядом с флагом стали помещать вертикальную надпись «MVD». C 2005 года автомобилям МВД и МЧС ввели собственные форматы номеров, а в середине 2011 года собственные форматы получили также автомобили, принадлежащие военной и генеральной прокуратуре. С июня 2016 года отдельные ведомственные номера упразднены, различным ведомствам выдаются номерные знаки, предназначенные для юридических лиц. |
|                                         | Номерной знак высшего руководства В левой части изображается крупный флаг Кыргызстана, после чего следуют от двух до четырёх цифр и буквенный код KG или BG. Двузначные номера относятся к Аппарату президента, трёхзначные — к Аппарату правительства КР, четырёхзначные — к парламенту КР. Номера с кодом «BG» всегда имеют четыре цифры и принадлежат бишкекскому горсовету. Изначально государственные номерные знаки выполнялись на пластине со стандартным флагом в формате KS ЦЦЦ. В конце 1990-х—начале 2000-х годов формат сменился на KG ЦЦЦ Б и только позже приобрёл современный вид. 15 марта 2016 года Государственное учреждение «Специализированный центр информационных услуг» при Государственной регистрационной службе при Правительстве Кыргызской Республики уничтожила путём разрезания оставшиеся последние автомобильные номерные знаки серии «000 KG». Было уничтожено 19 комплектов номеров, принадлежавших Аппарату президента Кыргызской Республики, Верховному суду и Акыйкатчы. 3 февраля в рамках реализации Постановления Жогорку Кенеша от 10 декабря 2015 года за №92-VI и поручения премьер-министра Темира Сариева от 18 декабря 2015 года было уничтожено 143 комплекта серии «000 KG» из которых 120 принадлежали Жогорку Кенешу и 23 членам правительства страны. С июня 2016 года отдельные номера для высшего руководства (кроме президента) упразднены, на данные автомобили выдаются номерные знаки, предназначенные для юридических лиц. |
| До 2016 года: С 2016 года: С 2018 года: | Номерной знак для иностранных граждан и предприятий Содержит чёрные символы на жёлтом фоне. Формат — четыре буквы и четыре цифры. Первые две буквы — «KG» (ранний вариант — «KS»), третья — код региона, четвёртая — чередующаяся («H», «P», «M» или «K»). Буквы обозначают: H — автомобиль иностранного гражданина. P — транспортное средство, прибывшее в республику на срок более 6 месяцев M — транспортные средства, принадлежащие открытым на территории республики в установленном порядке представительствам иностранных фирм, банков, авиакомпаний и других организаций, а также сотрудникам этих представительств и членам их семей. K — транспортные средства представительств зарубежных средств массовой информации, их сотрудников и членов семей. С июня 2016 года формат номера изменился: регион стал печататься в виде двузначного числа в отдельном окошке слева, там же помещается код страны; значения букв в основном поле номера остались прежними. С июня 2018 года предложено выдавать иностранным гражданам и предприятиям номера в общегражданской цветовой гамме. |
|                                         | Военный номерной знак Содержит белые символы на чёрном фоне. Формат — четыре цифры, две буквы серии и звёздочка. Задний номер — квадратный двухрядный; такой же по формату, но различный по размеру номер устанавливается на прицепы, мотоциклы и трактора. Серии номера обозначают: КА — сухопутный войска КК (куралдуу күчтөр) — Вооружённые силы КМ (коргоо министирлиги) — Министерство обороны УГ (улуттук гвардия) — Национальная гвардия ЧК (чекара кызматы) — Пограничная служба БА — центральный аппарат АС — военный суд ЖК (ранее — МЮ) — Министерство юстиции |
| С июля 2023 года:                       | Транзитный номерной знак Выдаётся транспортным средствам, временно допущенным к участию в дорожном движении. Знак имеет квадратную форму и выполняется на бумажном носителе для крепления под переднее и заднее стёкла. Изначально знак имел следующий формат: сверху заголовок «ТРАНЗИТНЫЙ НОМЕР», посередине — код страны «KGZ» в овале, снизу — номер в формате «Б ЦЦЦЦ Б». С 2011—2012 года вид знака слегка изменился: в заголовке стало писаться «ТРАНЗИТТИК НОМУРУ», под ним — русский перевод более мелким шрифтом, посередине — код страны «KS» в овале, справа от овала — голографическая наклейка. Информационная часть номера осталась прежней. С июля 2023 года вид номеров изменился: они стали выполняться на алюминиевых пластинах стандартного размера. Формат — Б ЦЦЦ Б, в левой части номера в отдельном окне располагается код региона и государственные символы, в правой части номера в отдельном окне — буква Т. |

## Коды
| Регион                 | Советский код                      | Код 1994-2016 годов                               | Коды с 1 июня 2016 |
| ---------------------- | ---------------------------------- | ------------------------------------------------- | ------------------ |
| Баткенская область     | ОШ                                 | A                                                 | 03                 |
| Бишкек                 | БИ (c 1991 года) ФИ (до 1991 года) | B, E (2004—2008?), F (только номера нерезидентов) | 01                 |
| Джалабадская область   | ЖА                                 | D                                                 | 04                 |
| Иссык-Кульская область | ИК                                 | I                                                 | 09                 |
| Нарынская область      | НР                                 | N (ранее — H)                                     | 05                 |
| Ош                     | ОШ                                 | Z                                                 | 02                 |
| Ошская область         | ОШ                                 | O                                                 | 06                 |
| Таласская область      | ТФ                                 | T                                                 | 07                 |
| Чуйская область        | ЧС (c 1991 года) ФИ (до 1991 года) | С, S                                              | 08                 |
| Легализованные авто    | нет                                | нет                                               | 10 с 2025          |

## Коды, применяемые на дипломатических номерах
| Иностранные посольства | Иностранные посольства           | Международные организации | Международные организации                                    | Почётные консульства | Почётные консульства       | Представительства ООН | Представительства ООН                                 |
| Код                    | Страна                           | Код                       | Организация                                                  | Код                  | Страна                     | Код                   | Организация                                           |
| ---------------------- | -------------------------------- | ------------------------- | ------------------------------------------------------------ | -------------------- | -------------------------- | --------------------- | ----------------------------------------------------- |
| 01                     | Турецкая Республика              | 50                        | Европейский банк реконструкции и развития                    | 1001                 | Латвийская Республика      | 01                    | Программа развития ООН                                |
| 02                     | Соединённые Штаты Америки        | 51                        | Международный валютный фонд                                  | 1101                 | Венгерская Республика      | 02                    | Управление Верховного комиссара ООН по делам беженцев |
| 03                     | Китайская Народная Республика    | 52                        | Всемирный банк                                               | 1201                 | Итальянская Республика     | 03                    | Детский фонд ООН                                      |
| 04                     | Российская Федерация             | 53                        | МТРК «Мир»                                                   | 1301                 | Канада                     | 04                    | Фонд народонаселения ООН                              |
| 05                     | Федеративная Республика Германия | 54                        | Швейцарское бюро по сотрудничеству                           | 1401                 | Королевство Швеция         | 05                    | Всемирная Организация Здравоохранения ООН             |
| 06                     | Исламская Республика Иран        | 55                        | Германское общество технического сотрудничества              | 1501                 | Королевство Великобритания | 06                    | Всемирная Продовольстенная Программа ООН              |
| 07                     | Республика Казахстан             | 56                        | Международная организация по миграции                        | 1601                 | Республика Кипр            |                       |                                                       |
| 08                     | Республика Индия                 | 57                        | Министерство Великобритании по международному сотрудничеству | 1701                 | Чешская Республика         |                       |                                                       |
| 09                     | Белоруссия                       | 58                        | Организация по безопасности и сотрудничеству в Европе        | 1801                 | Молдавия                   |                       |                                                       |
| 10                     | Исламская Республика Пакистан    | 59                        | Общественный фонд "SOS - детские деревни"                    | 1901                 | Словацкая Республика       |                       |                                                       |
| 11                     | Республика Узбекистан            | 60                        | Японское агентство международного сотрудничества             | 2001                 | Румыния                    |                       |                                                       |
| 12                     | Украина                          | 61                        | Азиатский банк развития                                      | 2101                 | Литовская Республика       |                       |                                                       |
| 13                     | Исламская Республика Афганистан  | 62                        | Международный Комитет Красного Креста                        | 2201                 | Королевство Нидерландов    |                       |                                                       |
| 14                     | Республика Таджикистан           | 63                        | Постоянное представительство Сети развития Ага-Хана          | 2301                 | Турецкая Республика        |                       |                                                       |
| 15                     | Япония                           | 64                        | Международный научно-технический центр                       | 2401                 | Королевство Бельгия        |                       |                                                       |
| 16                     | Республика Корея                 |                           |                                                              |                      |                            |                       |                                                       |
| 17                     | Европейский Союз                 |                           |                                                              |                      |                            |                       |                                                       |
| 18                     | Французская Республика           |                           |                                                              |                      |                            |                       |                                                       |
| 19                     | Азербайджанская Республика       | 68                        | Российско-Кыргызский фонд развития                           |                      |                            |                       |                                                       |
| 20                     | Саудовская Аравия                |                           |                                                              |                      |                            |                       |                                                       |
| 21                     | Великобритания                   |                           |                                                              |                      |                            |                       |                                                       |
| 22                     | Катар                            |                           |                                                              |                      |                            |                       |                                                       |
| 23                     | Швейцария                        |                           |                                                              |                      |                            |                       |                                                       |
| 24                     | Монголия                         |                           |                                                              |                      |                            |                       |                                                       |
| 25                     | Туркменистан                     |                           |                                                              |                      |                            |                       |                                                       |
| 26                     | Венгрия                          |                           |                                                              |                      |                            |                       |                                                       |